# Beta Coronae Borealis
Désignations
Beta Coronae Borealis (β CrB / β Coronae Borealis, Bêta Coronae Borealis), également nommée Nusakan, est la deuxième étoile la plus brillante de la constellation de la Couronne boréale. D'après la mesure de sa parallaxe annuelle par le satellite Hipparcos, le système est situé à environ ∼ 112 a.l. (∼ 34,3 pc) de la Terre.

## Nomenclature et histoire
β Coronae Borealis, latinisé Beta Coronae Borealis, est la désignation de Bayer de l'étoile. Elle porte également la désignation de Flamsteed de 3 Coronae Borealis.

### Du ciel arabe à l'UAI

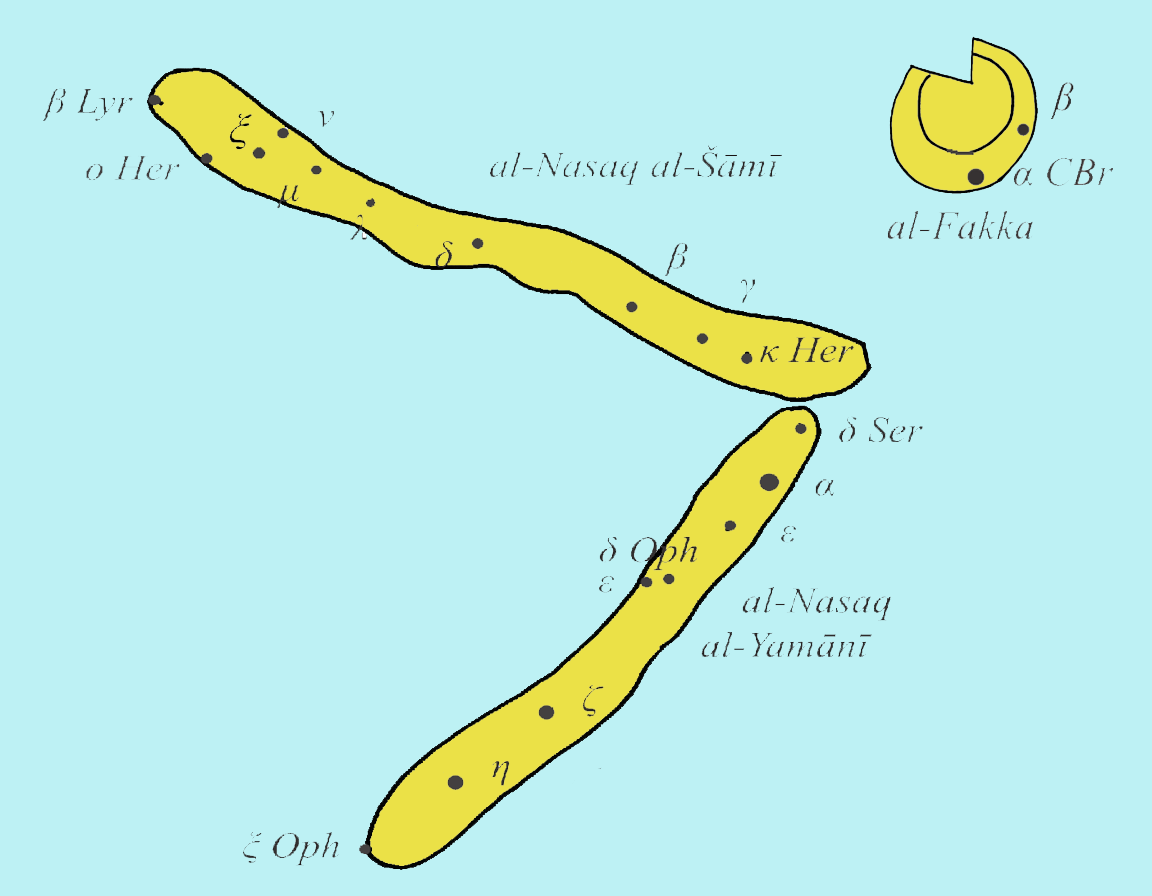
Les séries النسقان al-Nasaqān et الفكّة le Bris, dans le ciel arabe traditionnel.

Nusakan est le nom aujourd'hui approuvé pour β CrB par l’Union astronomique internationale (UAI). Il est issu de l’arabe النسقان al-Nasaqān, « les Deux Séries », qui est, dans le ciel arabe traditionnel, le nom de deux alignements d’étoiles appartenant à la même figure : 1. la septentrionale, النسق الشأمي al-Nasaq al-Šāmī, littéralement « la Série syrienne », constituée par la ligne qui part de β et γ Ser, traverse Hercule et se termine par β et γ Lyr ; et 2. la méridionale, النسق اليماني al-Nasaq al-Yamānī, littéralement « la Série yéménite », constituée par la ligne λ, α, ε et δ Ser + δ, ε, υ, ζ, η et ξ Oph,.
Dans ses Commentaires à la traduction du زيجِ سلطانی Zīğ-i Sulṭānī ou « Tables sultaniennes » d’Uluġ Bēg (1437), Thomas Hyde cite (1655) le lexicographe al-Fayrūzabādī (XIVe s.) pour qui al-Nasaqān commencent près (incipiunt prope) d’al-Fakka, et il transcrit ‘AlNasakân vel AlNusakân’, ce dont se saisit l’astronome palermitain Giuseppe Piazzi pour nommer en 1814 Nusakan l’étoile β CrB qui n’appartient pourtant pas à ces séries et la figure qui les contient, ce qui est relevé par Richard Allen (1899),.

### En Chine
En astronomie chinoise traditionnelle, β CrB est connue comme 貫索三, soit « la 3e étoile » de l'astérisme 貫索 (pinyin : Guàn suǒ), « le Cordon ».

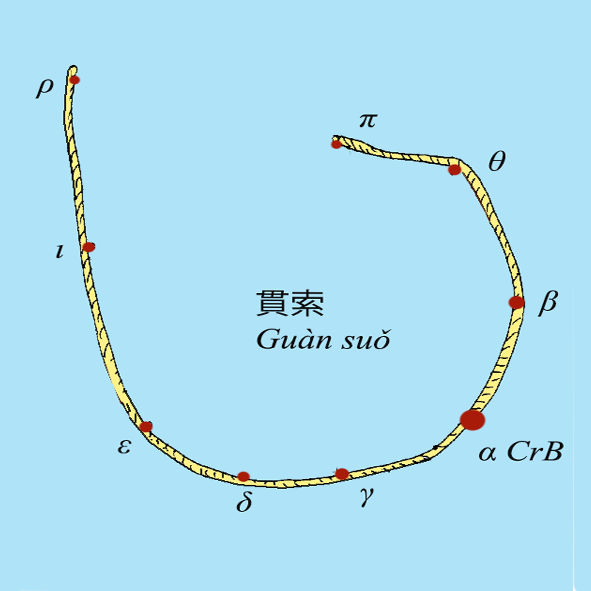
貫索 Guàn suǒ, « le Cordon », dans le ciel chinois traditionnel.

## Propriétés
Beta Coronae Borealis est une binaire spectroscopique dont les deux étoiles complètent une orbite avec une longue période de 10,55 ans et selon une excentricité de 0,55. Le système a également été résolu visuellement. Sa composante primaire, désignée Beta Coronae Borealis A, est une étoile jaune-blanc de la séquence principale de type spectral F2VpSrCrEuSi. Cette notation spectrale complexe indique que c'est une étoile Ap, dont le spectre présente des surabondances marquées en strontium, chrome, europium et silicium. C'est une variable de type α2 Canum Venaticorum, dont la magnitude apparente varie entre 3,65 et 3,72 selon une période de 18,49 jours, correspondant à sa période de rotation. Elle a par la suite également été identifiée comme une étoile Ap à oscillations rapides, avec une période de seulement 16,2 minutes.